# Schwimm-Gemeinschaft Neukölln Berlin
Lo Schwimm-Gemeinschaft Neukölln Berlin è una società sportiva di Berlino fondata nel 1898 che si occupa di nuoto e pallanuoto.
In ambito natatorio il club è stato rappresentato da atleti del calibro di Franziska van Almsick (2 ori mondiali, 18 ori europei, 4 argenti e 6 bronzi olimpici), Cathleen Rund (bronzo olimpico ad Atlanta 1996), Torsten Spanneberg (argento olimpico a Sydney 2000) e Britta Steffen (due ori olimpici a Pechino 2008).
In ambito pallanuotistico il club può vantare un'ottima traiettoria, sia in campo maschile che femminile. Le donne hanno vinto sei volte il titolo di campione di Germania e quattro coppe nazionali. In campo maschile non si registra alcun successo, ma la squadra è una costante della Deutsche Wasserball-Liga.

## Palmarès

### Trofei nazionali
- Campionato tedesco: 6

1986, 1988, 1989, 1990, 1995, 1998
- Coppa di Germania femminile: 4

1989, 1990, 1991, 1992